# AAPT Championships 2003 - Qualificazioni singolare
Le qualificazioni del singolare  dell'AAPT Championships 2003 sono state un torneo di tennis preliminare per accedere alla fase finale della manifestazione. I vincitori dell'ultimo turno sono entrati di diritto nel tabellone principale. In caso di ritiro di uno o più giocatori aventi diritto a questi sono subentrati i lucky loser, ossia i giocatori che hanno perso nell'ultimo turno ma che avevano una classifica più alta rispetto agli altri partecipanti che avevano comunque perso nel turno finale.
Le qualificazioni del torneo AAPT Championships 2003 prevedevano 32 partecipanti di cui 4 sono entrati nel tabellone principale.

## Teste di serie
1. Assente
2. Grégory Carraz (primo turno)
3. Jean-François Bachelot (primo turno)
4. Igor' Kunicyn (primo turno)

1. Lovro Zovko (primo turno)
2. Richard Gasquet (Qualificato)
3. Kristof Vliegen (Qualificato)
4. Arvind Parmar (Qualificato)

## Qualificati
1. Florent Serra
2. Richard Gasquet

1. Arvind Parmar
2. Kristof Vliegen

## Tabellone

### Legenda
| - Q = Qualificato - WC = Wild card - LL = Lucky loser | - ALT = Alternate - SE = Special Exempt - PR = Protected Ranking | - w/o = Walkover - r = Ritirato - d = Squalificato |

### Sezione 1
|  | Primo turno       | Primo turno       | Primo turno       | Primo turno | Primo turno |  |  | Secondo turno     | Secondo turno     | Secondo turno | Secondo turno | Secondo turno |   |   | Ultimo turno | Ultimo turno | Ultimo turno | Ultimo turno | Ultimo turno |  |
|  |                   |                   |                   |             |             |  |  |                   |                   |               |               |               |   |   |              |              |              |              |              |  |
|  | Wayne Black       | Wayne Black       | Wayne Black       | 6           | 6           |  |  |                   |                   |               |               |               |   |   |              |              |              |              |              |  |
|  | Mike Bryan        | Mike Bryan        | Mike Bryan        | 4           | 3           |  |  | Wayne Black       | Wayne Black       | 3             | 7             | 6             |   |   |              |              |              |              |              |  |
|  | Peter Luczak      | Peter Luczak      | Peter Luczak      | 6           | 6           |  |  | Peter Luczak      | Peter Luczak      | 6             | 5             | 1             |   |   |              |              |              |              |              |  |
|  | Leonardo Azzaro   | Leonardo Azzaro   | Leonardo Azzaro   | 4           | 2           |  |  |                   |                   |               |               |               |   |   | Wayne Black  | Wayne Black  | Wayne Black  | 2            | 4            |  |
|  | Joachim Johansson | Joachim Johansson | Joachim Johansson | 6           | 6           |  |  |                   |                   | Florent Serra | Florent Serra | Florent Serra | 6 | 6 |              |              |              |              |              |  |
|  | Gastón Etlis      | Gastón Etlis      | Gastón Etlis      | 2           | 1           |  |  | Joachim Johansson | Joachim Johansson | 63            | 6             | 3             |   |   |              |              |              |              |              |  |
|  |                   | Florent Serra     | Florent Serra     | 7           | 6           |  |  | Florent Serra     | Florent Serra     | 7             | 1             | 6             |   |   |              |              |              |              |              |  |
|  | 5                 | Lovro Zovko       | Lovro Zovko       | 63          | 3           |  |  |                   |                   |               |               |               |   |   |              |              |              |              |              |  |

### Sezione 2
|  | Primo turno     | Primo turno     | Primo turno     | Primo turno | Primo turno |  |  | Secondo turno  | Secondo turno   | Secondo turno   | Secondo turno   | Secondo turno |   |   | Ultimo turno | Ultimo turno | Ultimo turno | Ultimo turno | Ultimo turno |  |
|  |                 |                 |                 |             |             |  |  |                |                 |                 |                 |               |   |   |              |              |              |              |              |  |
|  |                 | Luke Bourgeois  | Luke Bourgeois  | 6           | 7           |  |  |                |                 |                 |                 |               |   |   |              |              |              |              |              |  |
|  | 2               | Grégory Carraz  | Grégory Carraz  | 4           | 65          |  |  | Luke Bourgeois | Luke Bourgeois  | Luke Bourgeois  | 3               | 2             |   |   |              |              |              |              |              |  |
|  | Jaymon Crabb    | Jaymon Crabb    | Jaymon Crabb    | 6           | 7           |  |  | Jaymon Crabb   | Jaymon Crabb    | Jaymon Crabb    | 6               | 6             |   |   |              |              |              |              |              |  |
|  | Emin Ağayev     | Emin Ağayev     | Emin Ağayev     | 3           | 5           |  |  |                |                 |                 |                 |               |   |   |              | Jaymon Crabb | 4            | 6            | 4            |  |
|  | Marc Gicquel    | Marc Gicquel    | Marc Gicquel    | 6           | 6           |  |  |                |                 | 6               | Richard Gasquet | 6             | 3 | 6 |              |              |              |              |              |  |
|  | Joseph Sirianni | Joseph Sirianni | Joseph Sirianni | 3           | 2           |  |  |                | Marc Gicquel    | Marc Gicquel    | 3               | 4             |   |   |              |              |              |              |              |  |
|  | 6               | Richard Gasquet | Richard Gasquet | 6           | 6           |  |  | 6              | Richard Gasquet | Richard Gasquet | 6               | 6             |   |   |              |              |              |              |              |  |
|  |                 | Alun Jones      | Alun Jones      | 2           | 3           |  |  |                |                 |                 |                 |               |   |   |              |              |              |              |              |  |

### Sezione 3
|  | Primo turno | Primo turno            | Primo turno            | Primo turno | Primo turno |  |  | Secondo turno  | Secondo turno  | Secondo turno | Secondo turno | Secondo turno |   |   | Ultimo turno | Ultimo turno | Ultimo turno | Ultimo turno | Ultimo turno |  |
|  |             |                        |                        |             |             |  |  |                |                |               |               |               |   |   |              |              |              |              |              |  |
|  |             | Paul Goldstein         | Paul Goldstein         | 6           | 6           |  |  |                |                |               |               |               |   |   |              |              |              |              |              |  |
|  | 3           | Jean-François Bachelot | Jean-François Bachelot | 4           | 3           |  |  | Paul Goldstein | Paul Goldstein | 4             | 6             | 3             |   |   |              |              |              |              |              |  |
|  | Kevin Kim   | Kevin Kim              | Kevin Kim              | 6           | 1           |  |  | Kevin Kim      | Kevin Kim      | 6             | 3             | 6             |   |   |              |              |              |              |              |  |
|  | Luke Smith  | Luke Smith             | Luke Smith             | 4           | 0r          |  |  |                |                |               |               |               |   |   |              | Kevin Kim    | 3            | 7            | 5            |  |
|  | Bob Bryan   | Bob Bryan              | 6                      | 4           | 6           |  |  |                |                | 8             | Arvind Parmar | 6             | 5 | 7 |              |              |              |              |              |  |
|  | Amir Hadad  | Amir Hadad             | 4                      | 6           | 4           |  |  |                | Bob Bryan      | Bob Bryan     | 1             | 1             |   |   |              |              |              |              |              |  |
|  | 8           | Arvind Parmar          | Arvind Parmar          | 6           | 6           |  |  | 8              | Arvind Parmar  | Arvind Parmar | 6             | 6             |   |   |              |              |              |              |              |  |
|  |             | Morgan Wilson          | Morgan Wilson          | 1           | 2           |  |  |                |                |               |               |               |   |   |              |              |              |              |              |  |

### Sezione 4
|  | Primo turno      | Primo turno      | Primo turno      | Primo turno | Primo turno |  |  | Secondo turno    | Secondo turno    | Secondo turno | Secondo turno   | Secondo turno |   |   | Ultimo turno | Ultimo turno     | Ultimo turno | Ultimo turno | Ultimo turno |  |
|  |                  |                  |                  |             |             |  |  |                  |                  |               |                 |               |   |   |              |                  |              |              |              |  |
|  |                  | Julien Benneteau | Julien Benneteau | 6           | 6           |  |  |                  |                  |               |                 |               |   |   |              |                  |              |              |              |  |
|  | 4                | Igor' Kunicyn    | Igor' Kunicyn    | 3           | 2           |  |  | Julien Benneteau | Julien Benneteau | 7             | 4               | 3             |   |   |              |                  |              |              |              |  |
|  | Dmitrij Tursunov | Dmitrij Tursunov | Dmitrij Tursunov | 6           | 6           |  |  | Dmitrij Tursunov | Dmitrij Tursunov | 5             | 6               | 6             |   |   |              |                  |              |              |              |  |
|  | Raphael Durek    | Raphael Durek    | Raphael Durek    | 4           | 4           |  |  |                  |                  |               |                 |               |   |   |              | Dmitrij Tursunov | 3            | 6            | 4            |  |
|  | Paul Baccanello  | Paul Baccanello  | Paul Baccanello  | 6           | 6           |  |  |                  |                  | 7             | Kristof Vliegen | 6             | 2 | 6 |              |                  |              |              |              |  |
|  | Ryan Henry       | Ryan Henry       | Ryan Henry       | 4           | 4           |  |  |                  | Paul Baccanello  | 7             | 3               | 2             |   |   |              |                  |              |              |              |  |
|  | 7                | Kristof Vliegen  | Kristof Vliegen  | 6           | 6           |  |  | 7                | Kristof Vliegen  | 68            | 6               | 6             |   |   |              |                  |              |              |              |  |
|  |                  | Todd Larkham     | Todd Larkham     | 4           | 4           |  |  |                  |                  |               |                 |               |   |   |              |                  |              |              |              |  |